# Оброчне (Україна)
Обро́чне — село Куяльницької сільської громади в Подільському районі Одеської області, Україна. Населення становить 59 осіб. Відстань до райцентру становить близько 29 км і проходить автошляхом місцевого значення. Через село проходить автошлях європейського значення E584.

## Історія
Під час організованого радянською владою Голодомору 1932—1933 років померло щонайменше 3 жителі села.
Колишній орган місцевого самоуправління — Качурівська сільська рада.
12 червня 2020 року, відповідно до Розпорядження Кабінету Міністрів України від № 724-р «Про визначення адміністративних центрів та затвердження територій територіальних громад Одеської області», увійшло до складу Куяльницької сільської територіальної громади.
19 липня 2020 року, в результаті адміністративно-територіальної реформи і ліквідації Подільського району (1923-2020), село увійшло до складу новоутвореного Подільського району Одеської області.

## Населення
Згідно з переписом УРСР 1989 року чисельність наявного населення села становила 78 осіб, з яких 30 чоловіків та 48 жінок.
За переписом населення України 2001 року в селі мешкало 59 осіб.

### Мова
Розподіл населення за рідною мовою за даними перепису 2001 року:
| Мова       | Відсоток |
| ---------- | -------- |
| українська | 91,53 %  |
| молдовська | 8,47 %   |